# Včelka Mája (postava)
Včelka Mája je fiktivní pohádková postava včely. Svojí povahou je dobrácká, dobromyslná, veselá, málokdy se rozčílí a každému ráda pomůže, často velmi ovlivňuje dění na louce. Narodila se v úle jako každá jiná včela. V úle se postupně skamarádila s Vilíkem, který jí pomohl s útěkem z úlu. Poté se ale vydal za ní, aby ji přivedl nazpátek, což se mu nepodařilo, proto s ní zůstal na louce.
Zatímco v dílech původního seriálu žije Mája daleko od úlu, bez kontaktu s včelami v něm žijícími, tak v novém 3D seriálu bydlí v těsné blízkosti úlu a denně jej navštěvuje. Zároveň svému úlu pomáhá, především díky svým známostem na louce. Ale na začátku nového seriálu ji Soudce Včelí Vosk chtěl vyhnat od úlu, což mu včelí královna rozmluvila. Nakonec povolila Máje žít na louce v blízkosti úlu. Mája je natolik zvědavá, že musí všechno vidět a zkusit, a to ji a Vilíka často dostává do problémů. Vilík jí všude doprovází, například zůstanou uprostřed velkého jezera či v podzemí, nebo se Mája rozhodne přečkat i přes zimu mimo úl. Ve svém životě už byla i mravenčím velitelem a dělníkem. Zároveň jí také šlo několikrát o život a dokonce se jednou obětovala a dobrovolně nechala zamotat do pavučiny pavouka Tekly jako náhrada za chyceného brouka. Zachránila také mnoho dalšího hmyzu, včetně vlastního včelstva, které varovala před sršním útokem. Zachránila také samotné královny. Mája se k nikomu nikdy nechová agresivně i když by to bylo v dané situaci naprosto normální, a není škodolibá. Povaha Máji zůstává v 3. sérii přibližně stejná, jako v předchozích dvou.

## Vzhled
Její vzhled je na rozdíl od ostatních animovaných postav hodně proměnlivý. V prvních 50 dílech (1. řada z roku 1975) je její hlava kulatá, zatímco v dalších dílech (2. řada, 1979) je spíše šišatá.
V novém seriálu (2012), který je animován ve 3D, má Mája přibližně stejnou hlavu jako v 1. řadě, ale je výrazně hubenější a má delší tykadla. Přestože je Mája včela, zbarvením je mnohem podobnější vose (má žlutočerné pruhy). Jako většina ostatních animovaných postav má jen čtyři prsty. V mimoseriálové podobě (na plakátech nebo na obrázcích) má v kreslené verzi oči vždy u sebe, což v seriálu nikdy nemá. Ve 3D filmech má podobu téměř stejnou jako v 3D seriálu, jen je chlupatá jako čmelák.

## Vztahy s ostatními postavami seriálu
S většinou obyvatel louky má Mája dobré vztahy a na louce je nejoblíbenější a nejvlivnější postavou. Její největší přítel je Vilík a naopak nejvíce problémů má s Teklou, v novém seriálu ale Tekla patří mezi ty postavy, co si Máji nijak nevšímají a naopak jí tam nejvíce znepříjemňuje život trojice vos, které se neustále snaží včelám ukrást med.

### Související postavy
- Vilík
- Hop
- Myšák Alexandr (jen 2. řada, 1. seriál)
- Teta Kasandra (okrajově 1. seriál, velmi často 2. seriál)
- Maxa (jméno v 1. seriálu) / Max (jméno v 2. seriálu)
- Ben (jen 2. seriál)
- Rufus (jen 2. seriál)
- Plukovník Pol (v 1. seriálu se jméno Pol nevyskytuje)
- Královna (jen 2. seriál, ač se epizodně různé královny objevovaly v 1. seriálu)

### Nesouvisející postavy
- Fidla (jméno v 1. seriálu) / Tekla (jméno v 2. seriálu)
- Sršni (jen 1. seriál)
- Vosy (hlavně v 2. seriálu)
- Soudce Včelí Vosk (jen v 2. seriálu)
- Strážci úlu (v 1. seriálu jen v 1. díle, v 2. seriálu v několika dílech)